# Freeform (chaîne de télévision)
Pour les articles homonymes, voir Freeform.
Freeform est une chaîne de télévision câblée américaine appartenant au groupe Walt Disney Television.
À ses débuts et lorsqu'elle appartenait au groupe Christian Broadcasting Network, la chaîne était spécialisée dans les programmes religieux à destination de la famille et diffusait quelques séries d'animations. Puis après son rachat par la Fox Broadcasting Company, la chaîne s'est éloignée de sa programmation religieuse pour se concentrer sur la famille et les enfants en diffusant principalement des séries d'animations.
Après son rachat par le groupe Walt Disney Television, actuel propriétaire de la chaîne, elle a été rebaptisée ABC Family, sa déclinaison la plus célèbre. Elle a alors réalisé quelques téléfilms mais était surtout spécialisée dans la rediffusion. Ainsi, les séries télévisées des chaînes Disney et parfois de concurrentes, repassaient sur la chaîne. Dès 2005, la chaîne s'est mise à produire des séries originales populaires auprès des adolescents et jeunes adultes, s'éloignant donc peu à peu des enfants et de la famille.
Depuis 2016, la chaîne ne cible plus la famille mais désormais un public d’adolescents et jeunes adultes d'entre 14 et 34 ans et continue de produire ses propres séries télévisées et téléfilms tout en rediffusant des programmes issus d'autres chaînes du groupe Disney et concurrentes.

## Historique

### 1976-2001: Création et rachat par la Fox
La chaîne a été créée en 1976 par Pat Robertson sous le nom de CBN Cable avant d'être rebaptisée CBN Family Channel. Mais quand le groupe Christian Broadcasting Network a intégré la chaîne à la International Family Entertainment, société dirigée par le fils de Robertson, elle a été rebaptisée The Family Channel.
La chaîne a été vendue en 1997 à la Fox Broadcasting Company et a alors été renommée Fox Family en 1998.
Fox possédait alors, en plus de la chaîne principale regardée par 84 millions de foyers américains, Fox Kids, 76 % de Fox Kids Europe et le catalogue de Saban Entertainment. Avec l'ajout de Fox Family, la chaîne forme le groupe Fox Family Worldwide.

### 2001-2015: Rachat par Disney et renommage en ABC Family
Le 23 juillet 2001, Walt Disney Television rachète le groupe Fox Family Worldwide pour 5,3 milliards de $. Le 10 novembre 2001, Disney rebaptise donc la chaîne en ABC Family.
Le 26 octobre 2011, Walt Disney Television et Corus Entertainment annoncent le lancement d'ABC Spark, déclinaison canadienne d'ABC Family qui a été lancé le 26 mars 2012.
Le 16 octobre 2013, Disney, ABC Family et la chaîne de magasins de vêtements et accessoires Wet Seal lancent une collection de produits inspirés par les personnages des séries télévisées d'ABC Family.
Le 5 janvier 2014, Walt Disney Television annonce le lancement d'un service de streaming associé aux émissions d'ABC Family nommé Watch ABC Family ainsi qu'une application dédiée.

### Depuis 2016:Freeform
En décembre 2014, le magazine Variety révèle que les responsables de la chaîne ABC Family sont en train de préparer un changement complet pour la chaîne. En effet, depuis plusieurs années, la chaîne propose de plus en plus de programmes à destination des adolescents plutôt que la famille. Le nom ainsi que le style de la chaîne ne correspond donc plus à l'identité de la chaîne.
Le 6 octobre 2015, Disney annonce que la chaîne prendra le nom de Freeform dès janvier 2016 via une vidéo promotionnelle diffusée sur les pages de la chaîne et de ses programmes sur les réseaux sociaux.
Avec ce changement, la chaîne souhaite que le public comprenne qu'elle n'est plus une chaîne destinée à toute la famille. Elle désire aussi doubler son nombre de programmes originaux d'ici l'année 2020. La chaîne confirme aussi qu'elle conservera les séries télévisées en cours et prévues de ABC Family ainsi que ses deux blocs spéciaux de Halloween et Noël et qu'elle continuera de diffuser l'émission religieuse The 700 Club.
En avril 2017, la chaîne annonce un partenariat avec le magazine People pour développer des téléfilms originaux inspirés de célébrités ou d'histoires inspirantes.
Le 4 juin 2017, la chaîne diffuse son premier grand événement en direct avec le concert de charité One Love Manchester organisé par la chanteuse Ariana Grande. Avec la participation de plusieurs artistes dont Katy Perry, Take That, Coldplay ou encore Miley Cyrus, ce concert est organisé pour réunir des fonds pour les victimes de l'attentat du 22 mai 2017 à Manchester.
Le 7 août 2019, Freeform annonce un mois de programmes Disney comme des classiques d'animation dont une émission spéciale sur les coulisses de l'attraction Star Wars: Galaxy's Edge.

### Identité visuelle

Logo de CBN Satellite Service du 29 avril 1977 au 1er janvier 1988
Logo de Fox Family du 14 août 1998 à 2000
Logo de Fox Family de 2000 au 10 novembre 2001
Logo d'ABC Family du 10 novembre 2001 au 1er septembre 2003
Logo d'ABC Family du 1er septembre 2003 au 11 janvier 2016
Logo de Freeform du 12 janvier 2016 au 5 mars 2018.
Logo de Freeform du 5 mars 2018 au 11 septembre 2022.
Logo de Freeform depuis le 12 septembre 2022.

## Dans le monde

### Au Royaume-Uni
En 1993, quand la chaîne appartenait encore à Christian Broadcasting Network et s'intitulait The Family Channel, une déclinaison britannique est lancée en association le groupe Flextech. Comme la version américaine, elle diffuse des séries d'animations et des programmes à destination de la famille, principalement en rediffusion. La chaîne signe également avec les studios MTM Enterprises et TVS pour diffuser leurs programmes.
Néanmoins, en 1996, Christian Broadcasting Network cède complètement la chaîne à Flextech qui la renomme Challenge TV l'année suivante. À la suite de ce changement, la chaîne n'est depuis plus considérée comme une déclinaison de la version américaine.

### Au Canada
En 2012, la chaîne a eu droit à une déclinaison canadienne nommée ABC Spark, gérée par le groupe Corus Entertainment sous licence de Walt Disney Television.
La chaîne diffuse toutes les séries originales d'ABC Family / Freeform à l'exception des séries dont les droits ont déjà été acquis par d'autres chaines comme Pretty Little Liars diffusée sur MuchMusic/M3/Bravo!, Shadowhunters diffusée sur Netflix, Guilt diffusée sur Bravo! ainsi que Famous in Love sur Bravo!/E! Canada. La chaine diffuse aussi les téléfilms produit par la chaine et dispose de sa propre version des blocs spéciaux d'Halloween et Noël.
En dehors de la diffusion de ces séries, la chaine rediffuse aussi des séries déjà diffusées par d'autres chaines au Canada telles que Smallville et Supernatural, ainsi que quelques séries canadiennes.
Lors de la transformation d'ABC Family en Freeform, la version canadienne conserve son nom mais adopte le style graphique et la ligne éditorial de la version américaine.

## Programmes

### Anciennes séries originales
Note : Les titres indiqués en seconds sont les titres québécois.

#### CBN Family ChanneletThe Family Channel(1981 à 1998)
- Another Life (en) (soap, 1981-1984)
- Gerbert (en) (comédie, 1988-1991)
- Mister T. (T. and T.) (animation, 1988-1989 en syndication, 1990)
- Zorro (aventures, 1990-1993)
- Big Brother Jake (en) (comédie, 1990-1994)
- La Légende de Prince Vaillant (The Legend of Prince Valiant) (animation, 1991-1994)
- Little Mouse on the Prairie (en) (animation, 1996)
- Contes de l'au-delà (Ghost Stories) (fantastique, 1997-1998)

#### Fox Family(1998 à 2001)
- Tous les chiens vont au paradis (All Dogs Go to Heaven: The Series) (animation, 1996-1998 en syndication, 1998-1999)
- Le Monde de Bobby (Bobby's World) (animation, 1990-1997 sur Fox, 1998)
- Monster Farm (en) (animation, 1998-1999)
- La Nouvelle Famille Addams (The New Addams Family) (comédie, 1998-1999)
- Ohh Nooo! Mr. Bill Presents (en) (comédie, 1998-1999)
- The Fearing Mind (en) (fantastique, 2000)
- Cœurs rebelles (Higher Ground) (drame, 2000)

#### ABC Family(2001 à 2015)
Note : Cette liste ne répertorie pas les séries originales Jetix, diffusées sur ABC Family via un bloc spécifique aux États-Unis.
- Totalement jumelles (So Little Time) (comédie, 2001 sur Fox Family, 2001–2002)
- State of Grace (en) (comédie, 2001 sur Fox Family, 2001–2002)
- Wildfire (drame, 2005–2008)
- Beautiful People / La Clique de Brighton (drame, 2005–2006)
- Falcon Beach / Amitiés d'une saison (drame, 2006–2007)
- Kyle XY (science-fiction, 2006–2009)
- Fallen (mini-série fantastique, 2006–2007)
- Three Moons Over Milford (en) (science-fiction, 2006)
- Retour à Lincoln Heights (Lincoln Heights) (drame, 2007–2009)
- Greek (drame, 2007–2011)
- Slacker Cats (en) (animation, 2007–2009)
- The Middleman (comédie, 2008)
- Samurai Girl (mini-série d'action, 2008)
- La Vie secrète d'une ado ordinaire (The Secret Life of the American Teenager) (drame, 2008–2013)
- Roommates (comédie, 2009)
- Championnes à tout prix (Make It or Break It) (drame, 2009–2012)
- 10 Things I Hate About You / Dix choses que je déteste de toi (comédie, 2009–2010)
- Ruby & The Rockits (en) (comédie, 2009)
- Huge (en) (drame, 2010)
- Melissa and Joey (comédie, 2010–2015)
- The Nine Lives of Chloe King (fantastique, 2011)
- Georgia dans tous ses états (State of Georgia) (comédie, 2011)
- The Lying Game (drame, 2011–2013)
- Jane by Design (drame, 2012)
- Bunheads (drame, 2012–2013)
- Pretty Dirty Secrets (drame, 2012 - web)
- Twisted (drame, 2013–2014)
- Ravenswood (fantastique, 2013–2014)
- Chasing Life / La Vie Malgré Tout (drame, 2014–2015)
- Mystery Girls (comédie, 2014)
- Kevin from Work (comédie, 2015)

#### Freeform(depuis 2016)
- Pretty Little Liars / Les Menteuses (drame, 2010–2015 sur ABC Family, 2016-2017)
- Switched (Switched at Birth) (drame, 2011-2015 sur ABC Family, 2017)
- Baby Daddy (comédie, 2012–2015 sur ABC Family, 2016-2017)
- The Fosters / Les Foster (drame, 2013–2015 sur ABC Family, 2016-2018)
- Young and Hungry (comédie, 2014–2015 sur ABC Family, 2016-2018)
- Stitchers (science-fiction, 2015 sur ABC Family, 2016-2017)
- Recovery Road (drame, 2016)
- Guilt (drame, 2016)
- Dead of Summer : Un été maudit (Dead of Summer) (horreur, 2016)
- Party Girl (comédie, 2016 - web)
- Shadowhunters (fantastique, 2016–2019)
- Beyond (science-fiction, 2017–2018)
- Famous in Love / Célébrités en amour (drame, 2017–2018)
- De celles qui osent (The Bold Type) (drame, 2017–2021)
- My Boyfriend is a Robot (comédie, 2017 - web)
- Dinner with Dad (comédie, 2017 - web)
- Grown-ish (comédie, 2018–2024)
- Alone Together (comédie, 2018)
- Siren / Sirène (fantastique, 2018–2020)
- Marvel's Cloak & Dagger (super-héros, 2018–2019)
- Good Trouble (drame, 2019–2024)
- Pretty Little Liars: The Perfectionists / Les Menteuses : Les Perfectionnistes (drame, 2019)
- Party of Five (en) (drame, 2020)[18]
- Everything's Gonna Be Okay (comédie, 2020-2021)[19]
- Motherland: Fort Salem[20] (drame surnaturel, 2020–2022)[21]
- L'Amour aux temps du Corona (en) (Love in the Time of Corona) (comédie, 2020)[22]
- Cruel Summer (drame, 2021–2022)[23]
- Single Drunk Female[24] (comédie, 2022–2023)
- Everything's Trash (en)[25] (comédie, 2022)
- The Watchful Eye (drame, 2023)
- Praise Petey[26] (animation, 2023)[27]